# Corine Serra-Tosio
Corine Serra-Tosio est une tireuse sportive née le 30 septembre 1965 à Aix-en-Provence.

## Biographie
Spécialiste du tir au pistolet à 25 mètres, elle remporte la médaille d'or aux Championnats d'Europe de tir en 1991 et la médaille d'argent par équipe aux Championnats du monde de tir en 1992.
Elle participe aussi aux Jeux olympiques de 1992.